# Pelargonium reniforme
Pelargonium reniforme är en näveväxtart. Pelargonium reniforme ingår i släktet pelargoner, och familjen näveväxter.

## Underarter
Arten delas in i följande underarter:
- P. r. reniforme
- P. r. velutinum